# FABSSIMS
La FABSSIMS (acronimo dell'inglese fast atom bombardment-static secondary mass spectrometry) è una tecnica di ionizzazione impiegata in spettrometria di massa. Questa tecnica è una variante del SIMS statico usata su campioni non conduttori.
Il bombardamento con elettroni infatti fa aumentare eccessivamente la tensione elettrica sulla superficie del campione non conduttore  rendendo più difficoltosa la registrazione di spettri rappresentativi, problema che non esiste con il bombardamento di atomi veloci (FAB) neutri.